# Vádi

Egy vádi Ománban

A vádi (arabul: وادي, átírva vādī) arab eredetű szó, sivatagi vízmosást, kiszáradt folyómedret jelent. Magyar megfelelője az aszó, aszóvölgy. Az ilyen folyómederben csak nagy esőzések idején van víz. A „wadi” név gyakran szerepel arab helységnevekben.
Számos spanyol folyó neve ered arab nevekből, ahol a „wadi” állandó folyót jelöl, mint például a Guadalquivir az „(al) wadi al kabir” = „a nagy folyó”-ból.